# Иванов, Семён Акимович
Семён Акимович Иванов (26 августа 1901 года, с. Средние Карамалы, Белебеевский уезд, Уфимская губерния — 5 ноября 1974 года, Уфа) — советский военный деятель, генерал-майор (4 февраля 1943 года).

## Начальная биография
Семён Акимович Иванов родился 26 августа 1901 года в селе Средние Карамалы ныне Ермекеевского района Башкортостана.
Работал переписчиком в Ермекеевском волисполкоме.

## Военная служба

### Гражданская война
В сентябре 1919 года призван в ряды РККА и направлен в 5-й отдельный стрелковый батальон, дислоцированный в Оренбурге, а в ноябре того же года переведён в 22-й стрелковый батальон в Саратове, из которого переведён под Царицын, по пути куда заболел тифом. После выздоровления в феврале 1920 года назначен на должность делопроизводителя в Ермекеевском военкомате, а в мае того же года — журналистом Белебеевского уездного военкомата.

### Межвоенное время
После окончания Башкирских командных курсов, дислоцированных в Уфе, с декабря 1922 года служил на должностях помощника командира взвода и командира взвода в составе 97-го стрелкового полка (39-я стрелковая дивизия, Приволжский военный округ), а с октября 1923 года — на должностях командира взвода помощника командира и командира роты в составе 100-го стрелкового полка (34-я стрелковая дивизия).
В сентябре 1925 года Иванов направлен на учёбу в Рязанскую пехотную школу, после окончания которой в сентябре 1927 года направлен в 91-й стрелковый полк (31-я стрелковая дивизия), дислоцированный в Астрахани, где служил на должностях командира взвода и помощника начальника штаба по мобилизационной работе.
В феврале 1929 года назначен на должность инструктора вневойсковой подготовки 3-го разряда в территориальном управлении Башкирской АССР в Уфе. С октября того же года служил на должностях помощника начальника и начальника штаба 11-го территориального батальона (4-й территориальный полк), дислоцированного в Белебее, а с декабря 1930 года — на должностях начальника команды одногодичников и заместителя начальника 8-го отдела штаба Приволжского военного округа в Куйбышеве.
В июне 1932 года направлен на учёбу в Военную академию имени М. В. Фрунзе, после окончания которой с мая 1936 года служил в оперативном отделе штаба Закавказского военного округа на должностях помощника начальника 1-го и затем 2-го отделений, в июне 1937 года назначен на должность для особых поручений при командующем Приморской группой войск ОКДВА в городе Ворошилов, в январе 1938 года — на должность начальника отдела ПВО в составе этой же группы войск, а в июле того же года — на должность начальника учебной части Владивостокских курсов усовершенствования командного состава запаса.
В апреле 1939 года С. А. Иванов назначен на должность начальника 1-го отделения — заместителя начальника штаба 26-го стрелкового корпуса, дислоцированного в с. Сергеевка (Гродековский район, Приморский край), а в октябре того же года — на должность начальника штаба 40-й стрелковой дивизии, дислоцированной в с. Красинино (Хасанский район).

### Великая Отечественная война
С началом войны находился на прежней должности.
В сентябре 1941 года назначен на должность начальника штаба 39-го стрелкового корпуса, 2 февраля 1942 года — на должность командира 208-й стрелковой дивизии, в мае того же года — на должность начальника штаба 15-й армии, в ноябре 1943 года — на должность заместителя начальника штаба Дальневосточного фронта по военно-полевым укреплениям, однако уже в декабре того же года переведён начальником штаба 35-й армии, а 28 июня 1945 года понижен до заместителя начальника штаба этой же армии.
С началом советско-японской войны 35-я армия, находясь в составе 1-го Дальневосточного фронта, принимала участие в боевых действиях в ходе Харбино-Гиринской наступательной операции и занятии городов Хулинь, Мишань, Дунань и Боли.

### Послевоенная карьера
Со 2 ноября 1945 года генерал-майор Иванов находился в распоряжении Главного управления кадров НКО, а с 17 января 1946 года — в распоряжении Управления специальных заданий Генерального штаба ВС СССР и с февраля того же года служил на должностях старшего советника при штабах 5-й и 3-й армий в составе Югославских Вооружённых Сил.
В апреле 1948 года после возвращения в СССР направлен на учёбу на Высшие академические курсы при Высшей военной академии имени К. Е. Ворошилова, после окончания которых в мае 1949 года направлен в распоряжение Управления по внешним сношениям Генерального штаба ВС СССР и затем был направлен в Вооружённые силы Румынии, где был назначен на должность старшего советника командующего войсками военного округа.
В июле 1951 года по возвращении в СССР Иванов назначен на должность 1-го заместителя начальника — начальника оперативного отдела штаба Северокавказского военного округа, а в декабре 1953 года — на должность начальника штаба 4-й армии (Закавказский военный округ).
Генерал-майор Семён Акимович Иванов в мае 1955 года вышел в запас. Умер 5 ноября 1974 года в Уфе.

## Награды
- Орден Ленина (21.02.1945);
- Два ордена Красного Знамени (03.11.1944, 15.11.1950);
- Медали.